# Adriano Zamboni
Adriano Zamboni (* 22. Juni 1933 in Montorio Veronese; † 13. Mai 2005 ebenda) war ein italienischer Radrennfahrer.

## Sportliche Laufbahn
Zamboni war im Straßenradsport aktiv. Er begann 1949 mit dem Radsport. Als Amateur wurde er 1953 Zweiter in der Coppa San Geo. Er startete für den Verein „SC Verona-Montoriese“. Im Mai 1955 wurde er Mitglied der Nationalmannschaft. 1955 kam er im Straßenrennen der Mittelmeerspiele auf den 4. Platz. Von 1955 bis 1962 war er Unabhängiger und Berufsfahrer. 1955 gewann er das Eintagesrennen Mailand–Rapallo, 1958 Mailand–Vignola und den Giro del Veneto vor Alfredo Sabbadin, 1959 die Trofeo Matteotti und den Giro della Toscana vor Angelo Conterno sowie erneut Mailand–Vignola, 1961 den Giro della Romagna und den Giro dell’Appennino. Im Giro d’Italia 1961 entschied er eine Etappe für sich. Zweiter wurde er im Gran Premio Ceramisti 1957 hinter Roberto Falaschi, im Giro del Veneto 1959 hinter Rino Benedetti und in der nationalen Straßenmeisterschaft hinter Diego Ronchini sowie im Giro della Toscana 1960 hinter Nino Defilippis.
In der Tour de France 1961 kam er auf den 16. Gesamtrang. Den Giro d’Italia bestritt er sechsmal. 1956 wurde er 34., 1957 26., 1959 12., 1960 13. und 1961 39. 1962 war er ausgeschieden.